# 6414 Mizunuma
6414 Mizunuma eller 1993 UX är en asteroid i huvudbältet som upptäcktes den 24 oktober 1993 av den japanska astronomen Takao Kobayashi vid Ōizumi-observatoriet. Den är uppkallad efter Mizunama i Kurohone.
Asteroiden har en diameter på ungefär 4 kilometer.